# 洪毓琛
洪毓琛（1813年—1863年），字琢崖，號潤堂，中國清朝官員，河北臨西县人。

## 生平
洪毓琛為道光二十一年（1841年）辛丑恩科二甲進士，選翰林院庶吉士，散館改知縣。咸豐年間擔任福建臺灣府知府。同治元年（1862年）接任戴潮春事件中自盡的孔昭慈續任按察使銜分巡台灣兵備道，同治二年六月（1863年7月），卒於任內。

### 戴潮春事件爭議
林豪在《東瀛紀事》一書中，以唐代哥舒翰以及明末孫傳庭的典故，描述臺灣鎮總兵林向榮的困境，直言致使斗六門失守、林向榮陣亡，遠在百里外的監軍（暗指臺灣道道臺洪毓琛）應引此為咎。此外，林豪也批評鹿港駐軍（曾玉明）作壁上觀、不作為的態度。
同治二年（1863年）二月望，署福建水師提督吳鴻源率軍化解嘉義縣城圍城之危後，洪毓琛與吳鴻源討剿戰略方針不合，對立嚴重，致使同年六月間吳鴻源於被迫去職、調離前線，洪毓琛亦於六月底病逝。

## 家族
洪毓琛家族為臨清回民望族。叔父洪夢齡為道光六年進士。

## 外部連結
- 洪毓琛 （页面存档备份，存于） 中研院史語所

| 官衔          | 官衔                                          | 官衔          |
| ------------- | --------------------------------------------- | ------------- |
| 前任： 孔昭慈 | 臺灣府知府 咸丰十年（1860年）上任             | 繼任： 陳鍔   |
| 前任： 孔昭慈 | 按察使銜分巡臺灣兵備道 同治元年（1862年）上任 | 繼任： 陳懋烈 |